# Albert Weitnauer
Albert Weitnauer (* 30. Mai 1916 in Blumenau, Brasilien; † 29. Dezember 1984 in Bern) war ein Schweizer Diplomat und der erste Staatssekretär der Schweizerischen Eidgenossenschaft.

## Leben
Weitnauer wurde 1916 im brasilianischen Blumenau als Sohn des Architekten Albert Weitnauer-Hoeschl geboren. Von 1926 bis 1935 besuchte er die Schulen und das humanistische Gymnasium in Basel. Von 1935 bis 1940 studierte er Jurisprudenz in Basel und schloss als Dr. iur. ab.
1941 trat er als juristischer Beamter der Eidgenössischen Zentralstelle für Kriegswirtschaft in die eidgenössische Verwaltung ein und wurde 1945 stellvertretender Chef des Amts. 1946 wurde er stellvertretender Leiter und später Leiter der Sektion USA und Welthandelspolitik in der Handelsabteilung des Eidgenössischen Volkswirtschaftsdepartements.
1948/49 und 1955–1958 war er Legationsrat an der Schweizer Botschaft in Washington. 1951 wurde er Erster Sektionschef in der Handelsabteilung. 1953/54 war er Legationsrat in London, 1959–1971 Delegierter für Handelsverträge und Spezialmissionen, USA, Kanada, EWG und Osteuropa. 1960 wurde er zum Minister ernannt, 1961 zum Präsidenten der „Arbeitsgruppe für historische Standortbestimmung“. 1961/62 Leiter der schweizerischen GATT-Delegation in der „Dillon-Runde“ und 1962–1967 bei der „Kennedy-Runde“ (Aufnahme der Schweiz als Vollmitglied im GATT, Aufhebung der Uhrenzollerhöhung). 1966 Botschafter ad personam. Von 1971 bis 1976 war der Schweizer Botschafter in London; 1976 Generalsekretär der Politischen Direktion des Eidgenössischen Departements für Auswärtige Angelegenheiten. 1979 erster schweizerischer Staatssekretär in der Politischen Direktion. Im Februar 1980 wurde er auf Antrag von Pierre Aubert vom Bundesrat beurlaubt und trat anschliessend zurück.